# 蒲郡市立形原中学校
蒲郡市立形原中学校（がまごおりしりつ かたはらちゅうがっこう）は、愛知県蒲郡市形原町佃にある公立中学校。

## 概要
- 「形中」（かたちゅう）と呼ばれる。
- 形原中学校区には形原小学校・形原北小学校の2つの小学校がある。
- 現在は1年生が4クラス、2年生が5クラス、3年生が4クラス。

## 主な行事
- 入学式・始業式
- 体育大会
- 文化祭
- 修学旅行（3年）
- 自然教室（2年）
- 職場体験（2年）
- ウォークラリー(1年）
- 卒業式
- 終業式
- 春季大会
- 夏季大会
- 秋季大会（新人戦）

## 部活動
- 野球（男子）
- バレーボール（女子）
- ソフトテニス（男女）
- ハンドボール（男女）
- 卓球（男女）
- 弓道（男女）
- 剣道（男女）
- 陸上 - 大会時のみの臨時部。
- サッカー - 大会時のみの臨時部。
- 吹奏楽
- 芸術

## 沿革
- 1947年（昭和22年）4月1日 - 形原町立形原中学校創立。
- 1954年（昭和29年） - 校門完成。
- 1962年（昭和37年） - 蒲郡市立になる。
- 1970年（昭和45年）3月20日 - 鉄筋校舎が完成する。
- 2004年（平成16年）4月1日 - 2学期制が導入される。
- 2010年（平成22年） ‐ 生徒館新校舎完成。

## 交通
- 名鉄　形原駅から徒歩約7分
- 名鉄バス　形原駅前バス停下車

## 著名な出身者
- 寺村信行 - 国税庁長官　※中途で港区立青山中学校に転出
- 伊藤寛士 - 社会人野球選手
- 伊藤康祐 - 元プロ野球選手